# Andreas Papandreou

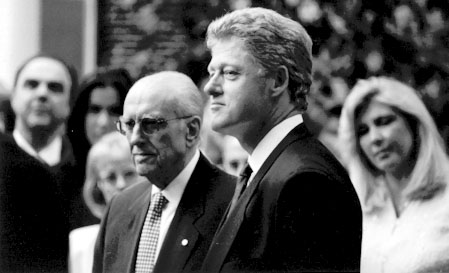
Andreas Papandreou (in secondo piano) accanto a Bill Clinton. Sullo sfondo la 3ª moglie del premier greco, Dimitra Liani.

Andreas Geōrgios Papandreou (IPA: [anˈðɾeas ˈʝoɾɣos papanˈðɾeu]) (in greco Ανδρέας Γεώργιος Παπανδρέου?; Chio, 5 febbraio 1919 – Atene, 23 giugno 1996) è stato un politico ed economista greco, Primo ministro della Repubblica Ellenica per 2 volte: dall'ottobre 1981 al luglio 1989 e dall'ottobre 1993 al gennaio 1996. Era il figlio di Geōrgios Papandreou (nominato capo del governo greco in esilio nel 1944, durante l'occupazione italo-tedesca) e il padre di un altro Primo ministro greco Giōrgos Papandreou.

## Gli anni giovanili e l'esilio americano
Figlio di Sofia Myneko e di Geōrgios Papandreou, anch'egli leader politico soprannominato dal popolo il "Vecchio della democrazia", si stabilì ad Atene nel 1923 con la famiglia. Nel 1937 si iscrisse all'Università di Atene simpatizzando con gruppi della sinistra: fu arrestato per la prima volta accusato di resistenza durante la dittatura di Ioannis Metaxas. Nel 1941, al terzo anno di studi all'Università fu nuovamente arrestato ed espulso. Si trasferì negli Stati Uniti e si iscrisse alla facoltà di scienze politiche dell'Università Harvard. Dopo la laurea gli fu assegnato un posto di assistente presso la stessa Università.
Nel 1944 acquisì la cittadinanza statunitense e prestò servizio militare nella la marina militare statunitense. Nel 1947 divenne professore ausiliario presso l'Università del Minnesota, e alla Università della California a Los Angeles. Nel 1951 sposò in seconde nozze Margareth Chant da cui ebbe 3 figli: Giorgio (futuro politico), Andrikos e Nikos, e una figlia, Sofia, in seguito sposatasi con il deputato socialista Theodōros Katsanevas.

## Il ritorno in Patria e l'esilio in Svezia
Nel 1959 Andreas Papandreou fece ritorno in Grecia, dove mosse i suoi primi passi nel campo politico. Divenne consulente della banca di Grecia e direttore generale del Centro di ricerche economiche di Atene.
Nel 1963 suo padre Giorgio Papandreou, leader del partito Unione di centro fu nominato Primo ministro e chiamò il figlio Andrea a suo consulente. Nel 1964 rinunciò alla cittadinanza statunitense e fu eletto deputato al Parlamento greco.
Fu nominato vice primo ministro e come tale si sforzò di ridurre l'influenza americana nel proprio Paese. Soprattutto cercò di ridurre il ruolo dei servizi segreti greci (Ethniki Ypiresia Pliroforion o EYP, Servizio Greco di Informazione) colpevoli ai suoi occhi di collaborare troppo da vicino con la CIA. Quando 3 anni più tardi fu instaurata la dittatura dei colonnelli, Andreas Papandreou fu espulso dalla Grecia.
Dal suo esilio a Stoccolma fondò il Movimento Panellenico di Liberazione (PAK). Assunse decisamente toni antiamericani accusando ripetutamente la CIA di essere stata promotrice della dittatura in Grecia.

## Fondazione del PaSoK e la vittoria alle elezioni del 1981
Nel 1974, dopo la caduta della giunta militare e il ristabilirsi della democrazia, fece ritorno in Grecia dove fondò un nuovo partito di stampo socialista, il PaSoK (Movimento Socialista Panellenico) assumendone la carica di presidente. Alle prime elezioni libere, la nuova formazione politica raccolse appena il 13% dei consensi ma allo scrutinio successivo la percentuale era salita al 25%.
Nel 1981, con il 48%, il PaSoK ottenne una schiacciante maggioranza sul partito conservatore di destra Nea Dimokratia (Nuova Democrazia) ed Andreas Papandreou divenne primo ministro formando il primo governo socialista nella storia della Grecia.
Contrariamente a quanto aveva promesso nella sua campagna elettorale, non riuscì a far smantellare le basi NATO e la Grecia rimase nella CEE. Ci fu in questo periodo un problema politico con la Turchia, che avrebbe voluto fare ricerche geologiche nel mar greco con il proprio battello "Sismik". Probabilmente la CIA avvertì Papandreou che la Turchia aveva intenzione di entrare nelle acque nazionali, cosicché il premier diede ordine di sorvegliare militarmente le acque territoriali greche.
I toni violenti antiturchi poi calarono e il governo si accontentò di promuovere riforme sociali, attingendo generosamente alle non pingui casse dello Stato e la Dracma greca fu svalutata per ben due volte negli anni successivi. Per questa sua politica Papandreou fu aspramente criticato da vari economisti. Nel 1985 riuscì a farsi rieleggere ma il suo declino fisico e politico era alle porte.

## Il declino e il divorzio
Andrea Papandreou soffriva di una malattia cardiaca per cui fu costretto nel 1988 a sottoporsi a una triplice operazione di bypass coronarico a Londra. Nonostante le sue precarie condizioni di salute, aveva deciso di divorziare dalla moglie Margareth perché si era invaghito di una hostess dell'Olympic Airlines, tale Dimitra Liani, di 36 anni più giovane, conosciuta in aereo durante uno dei suoi viaggi. Dimitra era la giovane figlia di un alto ufficiale dell'esercito greco.

## Lo scandalo Koskotas
Mentre Papandreou era ricoverato a Londra, il suo nome veniva implicato in uno scandalo di grosse proporzioni, passato poi agli annali come "l'affare Koskotàs", dal nome del finanziere coinvolto. Costui proveniva da una povera famiglia costretta ad emigrare negli Stati Uniti, ma rimpatriata appena 10 anni dopo con dovizia di mezzi.
In Grecia aveva trovato impiego presso la Banca di Creta, riuscendo in pochi anni a diventarne consigliere d'amministrazione. Nel novembre del 1987 aveva acquisito la famosa squadra di calcio dell'Olympiakos e, da un giorno all'altro, aveva fondato la casa editrice Grammi, che pubblicava diversi quotidiani tra cui ne spiccava uno apertamente filosocialista, il 24 ore.
La stampa, sentendosi minacciata, reagì in modo compatto. Le ostilità furono proclamate dal quotidiano Ethnos nelle cui pagine apparve un articolo dal titolo chiaro: Koskotas il mafioso; l'editore Giorgio Mpompolas fu però costretto dal tribunale al risarcimento dei danni. Seguirono altre pubblicazioni sempre su organi di stampa filogovernativi come Ta Nea, To Vima in cui si ammiccava timidamente a possibili coinvolgimenti di esponenti del governo nella faccenda.
I toni dalle pagine dei quotidiani si fecero sempre più accesi, ma toccò al giornale Eleftherotypia sferrare il colpo di grazia. In un articolo dal titolo "Lettera aperta ad Andreas Papandreou" firmato da Christos Tegopoulos, editore e proprietario del quotidiano, venivano rivelate chiaramente le responsabilità del premier. In seguito alla pubblicazione la magistratura fu costretta ad intervenire.
Koskotas, anziché presentarsi agli inquirenti, preferì fuggire in Brasile con un aereo privato prestatogli dall'amico Saliarelis e da qui riparare negli Stati Uniti dove fu però arrestato e detenuto nel carcere di Salem (Massachusetts).
Dalla prigione egli dichiarò agli inquirenti che era stato lo stesso Andreas Papandreou a esporgli il suo progetto di fondare un nuovo giornale che avrebbe dovuto sostenerlo nelle successive elezioni.
A suo dire il premier era stufo della tutela dei media greci, che costituivano per lui una sorta di cappio al collo, e desiderava liberarsene.
Dichiarò ancora che il premier aveva obbligato le aziende di Stato a trasferire i propri fondi presso la banca di Creta a tassi più svantaggiosi di quelli di mercato. Dalla speculazione sulla differenza dei tassi si ricavavano i proventi per il nuovo progetto editoriale. Dal carcere, Koskotas concesse numerose interviste alla rivista Time confermando l'articolo di Tegopoulos in più punti e aggiungendo di volta in volta particolari grotteschi su come il danaro, dai forzieri della sua banca, passasse nelle mani di esponenti del partito socialista.

## Le elezioni del 1989, il processo e l'assoluzione
Lo scandalo influenzò lo scrutinio del 1989, nel quale nessuno dei due maggiori partiti rivali riuscì ad ottenere la maggioranza assoluta.
Ne derivò una situazione di stallo destinata a durare fino all'aprile del 1990, quando il Partito di Nea Dimokratia vinse le elezioni e Costantino Mitsotakis fu nominato primo ministro. Nel 1989 il Parlamento greco, dominato da una alleanza del partito conservatore con una lega di sinistra, diede via libera alla magistratura di procedere contro l'ex premier Papandreou e altri ministri socialisti indagati nell'affare Koskotas per appropriazione indebita di 200 milioni di dollari.
Il Tribunale speciale prese avvio l'11 marzo 1991 e vide momenti drammatici quando l'ex vice premier Menios Koutsoiorgas fu colto da infarto in aula durante la sua apologia. Morì una settimana più tardi.
Andreas Papandreou rifiutò sempre di presentarsi in aula, sostenendo che il tutto era frutto di una congiura ordita a suo danno dal partito conservatore di Nuova Democrazia. Il Tribunale Speciale chiuse le sue sessioni il 16 gennaio 1992, assolvendo Papandreou da ogni responsabilità. Ciò fu reso possibile grazie alle deposizioni degli editori dei maggiori quotidiani che, chiamati a testimoniare, ritrattarono ogni precedente accusa contro il Premier apparsa in passato nelle pagine dei loro giornali.

## L'ultimo incarico e la morte
Il 9 settembre 1993 il premier conservatore Costantino Mitsotakis fu costretto a dimettersi, essendogli venuta meno in parlamento la fragile maggioranza su cui si sosteneva il suo governo. Le elezioni di aprile videro la vittoria del PASOK e Papandreou, leader della sinistra, fu chiamato di nuovo a ricoprire la carica di primo ministro. Dimitra Liani, sposata in terze nozze nel 1988, diventava la first lady della Grecia, ma Papandreou appariva di rado in pubblico.
Fra i principali atti del suo ultimo governo va ricordato il blocco economico imposto alla neocostituita repubblica di Macedonia, nata dal disfacimento della ex Jugoslavia e colpevole agli occhi dei greci di essersi appropriata indebitamente di un nome e di simboli appartenenti al patrimonio esclusivo della storia greca.
Andreas Papandreou fu costretto a dimettersi nel gennaio del 1996 per motivi di salute. Fu sostituito da Costas Simitis. Morì sei mesi dopo.

## L'eredità politica
In molti fra il popolo greco e i dirigenti del PaSoK avrebbero voluto che la giovane vedova del Premier prendesse parte attiva nella vita politica greca, assumendo un ruolo simile a quello che fu di Evita Perón in Argentina. Ma Dimitra Papandreou deluse ogni aspettativa ritirandosi a vita privata. Nel 1997 ha pubblicato un libro dal titolo "10 anni e 54 giorni" dedicato al marito.
L'eredità politica di Andrea Papandreou è stata invece raccolta dal figlio George Papandreou che ha ricoperto la carica di ministro degli Esteri nel gabinetto di Costas Simitis fino alla sconfitta di questi alle elezioni del 2004. George Papandreou dal febbraio 2004 al 2012 è il leader del partito fondato dal padre e primo ministro dal 2009 al 2011, quando la crisi economica della Grecia lo costringe alle dimissioni.

## Libri su Andrea Papandreou e il PAK
- Nikos Klitsikas, PAK (Movimento di liberazione Panellenico) Documenti inediti sulla lotta di liberazione (1968-1974), Atene, Proskinio, 2001 (archiviato dall'url originale il 7 febbraio 2007).
- Nikos Klitsikas, Il movimento studentesco greco in Italia e la sua lotta contro la dittatura greca, Atene, Proskinio, 2000 (archiviato dall'url originale il 25 agosto 2006).
- Nikos Klitsikas, Kostas Tsimas. Pagine di Vita - Lotte per la Libertà e la Democrazia, Atene, Proskinio, 2004 (archiviato dall'url originale il 7 febbraio 2007).